# ほ
平假名ほ和片假名ホ是日语的假名之一，由一个音节组成。在日语五十音图中排第6行第5个（は行お段）的位置。ほ（平假名）和ホ（片假名）是清音，其對應的濁音為ぼ（平假名）和ボ（片假名），半濁音為ぽ（平假名）和ポ（片假名）。

## 筆劃順序

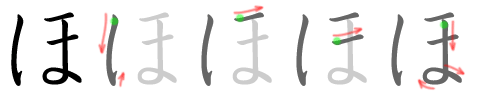
平假名ほ的筆劃順序

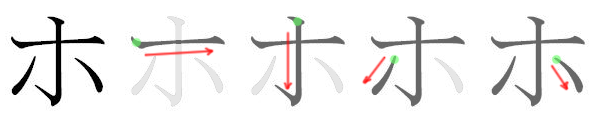
片假名ホ的筆劃順序

## 關於ほ和ホ
| 現代日語發音     | 由1個子音和1個母音形成／ho̞／音， 其對應的濁音為／bo̞／音、半濁音為／po̞／音                                |
| 五十音顺序       | 第30位                                                                                                   |
| 伊吕波順         | 第5位，「に」之后、「へ」之前                                                                            |
| 平假名「ほ」字源 | 「保」字的草書                                                                                           |
| 片假名「ホ」字源 | 「保」字的右下部份                                                                                       |
| 日语罗马字       | :平文式罗马字：ho 训令式罗马字：ho :平文式罗马字：bo 训令式罗马字：bo :平文式罗马字：po 训令式罗马字：po |
| 点字：           | \| －● ●－ ●● \|                                                                                         |
| 通话表           | 「保険のホ」                                                                                             |
| 摩尔斯电码       | －・・                                                                                                   |
| －● ●－ ●●       | |